# Cyperus nduru
Cyperus nduru là loài thực vật có hoa trong họ Cói. Loài này được Cherm. mô tả khoa học đầu tiên năm 1931.